# Tabanus chinensis
Tabanus chinensis är en tvåvingeart som beskrevs av Ouchi 1943. Tabanus chinensis ingår i släktet Tabanus och familjen bromsar. Inga underarter finns listade i Catalogue of Life.